# Micaya White
Micaya White (Frisco, 20 settembre 1996) è una pallavolista statunitense, schiacciatrice delle Atlanta Vibe.

## Biografia
Figlia dell'ex cestista Randy White; nasce a Frisco, in Texas.

## Carriera

### Club
La carriera di Micaya White inizia nei tornei scolastici texani con la Centennial HS. Dopo il diploma, gioca a livello universitario nella NCAA Division I, entrando a far parte del programma della Texas: dopo aver saltato la stagione 2015, prende parte alle attività delle Longhorns dal 2016 al 2019, raggiungendo la finale nazionale durante il suo freshman year; nel corso della sua carriera universitaria viene inoltre insignita di diversi riconoscimenti individuali.
Firma il suo primo contratto professionistico a Porto Rico, partecipando alla Liga de Voleibol Superior Femenino 2020 con le Criollas de Caguas. Nella stagione 2020-21 approda in Europa, precisamente nella Ligue A francese, ingaggiata dal RC Cannes; al termine degli impegni con le transalpine, torna a Porto Rico nel corso della Liga de Voleibol Superior Femenino 2021, quando viene ingaggiata dalle Valencianas de Juncos, che lascia prima della fine del torneo a causa di un infortunio. Nella stagione seguente è nuovamente al club di Cannes, mentre per l'annata 2022-23 si accorda con le brasiliane dell'Osasco, con cui disputa la Superliga Série A.
Nel campionato 2023-24 approda in Sultanlar Ligi con il Muratpaşa Sigorta Shop, dove resta anche nel campionato seguente, nel quale il club gioca con la nuova denominazione Sigorta Shop: conclusi gli impegni con la formazione turca, torna in patria per indossare la casacca delle Atlanta Vibe negli ultimi incontri della Pro Volleyball Federation 2025.

### Nazionale
Fa il suo esordio nella nazionale statunitense in occasione del campionato nordamericano 2021, dove si classifica al quarto posto.

## Palmarès

### Premi individuali
- 2016 - All-America First Team
- 2016 - NCAA Division I: Austin Regional All-Tournament Team
- 2016 - NCAA Division I: Columbus National All-Tournament Team
- 2017 - All-America Third Team
- 2017 - NCAA Division I: Stanford Regional All-Tournament Team
- 2018 - All-America Second Team
- 2018 - NCAA Division I: Provo Regional All-Tournament Team
- 2019 - All-America First Team